# Plethron
Plethron var ett antikt grekiskt längdmått motsvarande 100 grekiska fot eller 29,6 meter. Plethron användes även som ytmått, motsvarande 876 kvadratmeter.